# Trepanació

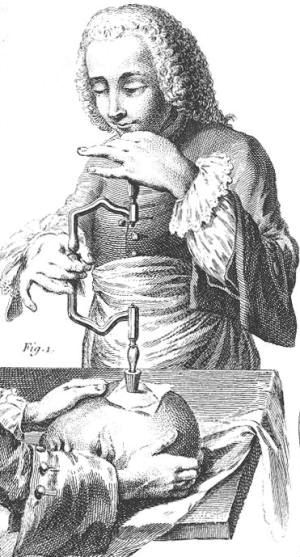
Il·lustració d'una trepanació a França del segle XVIII

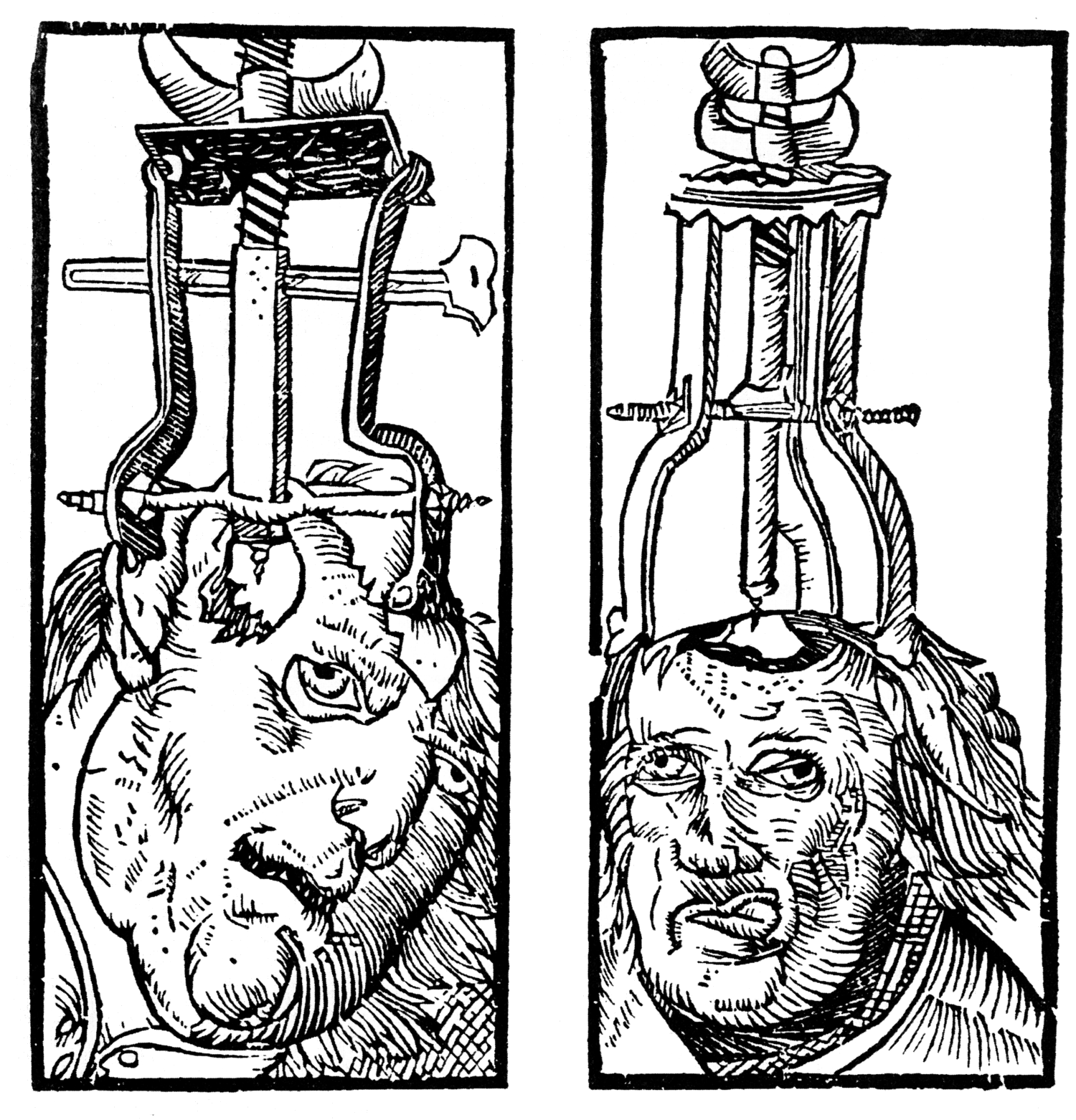
Trepanació (1525).

La trepanació és una pràctica mèdica que consisteix a foradar el crani. Antigament es realitzava amb l'objectiu d'eliminar malalties considerades d'origen cerebral, mentre que en l'actualitat, s'empra com a accés quirúrgic en algunes operacions de neurocirurgia, com és el cas de tumors cerebrals o per a tractar l'hematoma epidural o el subdural quan cursen amb hipertensió intracranial.
La trepanació ha estat portada a terme tant per raons mèdiques com místiques, i de la seva pràctica existeixen indicis des de l'era neolítica, car s'han descobert cranis trepanats d'aquesta època. Es creu, per pintures oposades en coves, que l'home neolític creia que aquest tipus de cirurgia podia guarir atacs d'epilèpsia, migranyes i trastorns mentals. En l'antiga Grècia, Hipòcrates va explicar el procediment per a realitzar una trepanació. Això també es va practicar en la Cultura Paracas, on en finalitzar l'operació, es col·locava una làmina d'or, perquè es tanqués la ferida.